# Nuria Oliver
Pour les articles homonymes, voir Oliver.
Nuria Oliver est une informaticienne espagnole.
Elle est directrice de la recherche en science des données chez Vodafone et chef des data scientist chez Data-Pop Alliance. Auparavant, elle a été directrice scientifique à Telefónica et chercheuse chez Microsoft Research. Elle est titulaire d'un doctorat du Media Lab du MIT et également membre de l'Institute of Electrical and Electronics Engineers et de l'ACM. Avec plus de 13 600 publications, elle est l'une des scientifiques en informatique les plus citées d'Espagne. Elle est bien connue pour son travail concernant les modèles de calcul du comportement humain,, l'interaction homme-machine, l'informatique mobile et le big data pour le bien social.

## Biographie
Nuria Oliver obtient un diplôme en Ingénierie des Télécommunications de l'Université polytechnique de Madrid en 1994. Elle reçoit le premier prix national espagnol des Ingénieurs en télécommunications la même année.
En 1995, elle reçoit une bourse de La Caixa pour étudier au MIT, où elle obtient son doctorat au Laboratoire des Médias dans le domaine de la perception de l'intelligence. En 2000, elle rejoint Microsoft à Redmond aux États-Unis en tant que chercheuse dans le domaine de l'interaction homme-machine et y a travaille jusqu'en 2007.
En 2007, elle déménage en Espagne, à Barcelone, pour travailler à Telefónica dans le secteur de la recherche et développement en tant que directrice de la recherche multimédias. À l'époque, elle est la seule femme tenant ce poste là à Telefónica,. Ses travaux se sont concentrés sur l'utilisation du téléphone mobile comme capteur d'activité humaine.
En 2017, elle rejoint Vodafone en tant que directrice de la recherche en science des données et a également été nommée première cheffe des données scientifiques à DataPop Alliance, une organisation à but non lucratif créé par la Harvard Humanitarian Initiative, le MIT Media Lab et l'Overseas Development Institute consacrée à exploiter big data pour améliorer le monde.
En 2018, elle est élue membre du personnel académique de l'Académie Royale espagnole de l'Ingénierie.
Elle est membre du conseil consultatif externe au département de l'ETIC de l'Université Pompeu Fabra, du département de LASIGE à l'Université de Lisbonne, du département informatique au Kings College de Londres, du centre de cybersanté de l'Université ouverte de Catalogne et Mahindra Comviva. Elle est également membre du Conseil consultatif stratégique pour l'Agence de l'innovation de Valence.

## Récompenses et honneurs
- 1994 : Premier prix national espagnol des ingénieurs en télécommunications[8].
- 2004 : Top 100 des in4vateurs de moins de 35 ans (TR100, aujourd'hui TR35) de la MIT Technology Review, sur la base de son travail sur les interfaces intelligentes homme-machine[20].
- 2009 : « 100 futurs dirigeant/es qui assureront la conception de l'Espagne dans les prochaines décennies », par le magazine Capital[21].
- 2009 : Prix du meilleur article à l'ACM multimédia pour ses travaux de recherche sur la duplication de détection vidéo[22].
- 2009 : Best paper award de l'ACM MobileHCI pour ses travaux de recherche sur la comparaison des discours et du texte sur les téléphones mobiles[23].
- 2012 : Talents par le Women's Forum for the Economy and Society[24],[25].
- 2012 : Prix du meilleur article sur le filtrage collaboratif par ACM RecSys[26].
- 2012 : Présentée comme l'une des neuf femmes espagnoles leaders de la technologie par le journal El País[27].
- 2014 : Prix des Dix ans d'impact technique par l'ACM ICMI comme l'un des auteurs d'un article sur les couches graphique des modèles de comportement humain. Le document décrit un système qui a été en mesure de discerner l'activité d'un utilisateur sur la base des éléments de preuve de la vidéo, l'acoustique et l'ordinateur interactions[28].
- 2014 : Meilleur article de l'ACM Ubicomp pour son travail sur la valeur économique des données personnelles[29].
- Scientifique distinguée par l'Association for Computing Machinery (ACM), qui est le premier espagnol femelle informaticien pour recevoir ce prix[30].
- 2015 : Meilleur article d'ACM Ubicomp 2015 pour ses recherches sur l'ennui de la détection à l'aide de téléphones mobiles[31].
- Membre de l'Association Européenne de l'Intelligence Artificielle (ECCAI)[32].
- 2016 : Prix de la femme de l'année européenne dans le numérique[33]
- Top 100 des femmes leader en Espagne en Mujeres&Cia[34]
- Ada Byron prix de l'Université de Deusto, Espagne prix au niveau national, ce qui met en lumière le travail des femmes qui apportent de progresser vers de nouveaux domaines de la technologie. Il a reconnu son travail en intelligence artificielle, big data, interaction homme-machine, des modèles de calcul du comportement humain et de l'informatique mobile[35],[36].
- 2016 : Prix Gaudí Gresol[37],[38]
- 2016 : Prix national Ángela Ruiz Robles d'informatique[39]
- Docteur honoris causa par l'Université Miguel Hernández[40]
- 2017 : Distinction du Gouvernement de la Communauté Valencienne[41]